# Yingye'er Xiang
Yingye'er Xiang (kinesiska: 英也尔乡, 英也尔) är en socken i Kina. Den ligger i den autonoma regionen Xinjiang, i den nordvästra delen av landet, omkring 970 kilometer sydväst om regionhuvudstaden Ürümqi.
Genomsnittlig årsnederbörd är 62 millimeter. Den regnigaste månaden är juni, med i genomsnitt 18 mm nederbörd, och den torraste är oktober, med 1 mm nederbörd.